# Katanagatari
Katanagatari (jap. 刀語, dosł. „Opowieść o mieczu”) – seria light novel napisana przez Nisio Isina i zilustrowana przez Take, publikowana od stycznia do grudnia 2007 nakładem wydawnictwa Kōdansha pod imprintem Kōdansha Box. Na jej podstawie studio White Fox wyprodukowało serial anime, który emitowano raz w miesiącu od stycznia do grudnia 2010.

## Fabuła
Historia opowiada o Yasurim Shichice, szermierzu walczącym bez miecza, i Togame, młodej ambitnej strateg, która chce zebrać 12 legendarnych mieczy dla szogunatu. Shichika jest synem wygnanego bohatera wojennego i siódmej głowy szkoły walki Kyotouryuu, który mieszka na odizolowanej wyspie Fushou wraz ze swoją starszą siostrą, Nanami. Togame poszukuje go, ponieważ jego styl walki gołymi rękami oznacza, że nie zostanie zepsuty przez moc mieczy. Togame, która już wcześniej została zdradzona, przekonuje Shichikę, by towarzyszył jej w misji odnalezienia przeklętych mieczy. Wspólnie wyruszają w podróż przez Japonię epoki Edo, aby zebrać ostrza, z których każde dzierżone jest przez potężnego przeciwnika.

## Light novel
Seria ukazywała się od 10 stycznia do 4 grudnia 2007 nakładem wydawnictwa pod imprintem Kōdansha Box. Spin-off, zatytułowany Maniwagatari, został wydany 2 grudnia 2008. W Ameryce Północnej seria ukazała się nakładem wydawnictwa Vertical.
| Nr | Data wydania (język japoński) | ISBN (język japoński)  |
| -- | ----------------------------- | ---------------------- |
| 1  | 10 stycznia 2007              | ISBN 978-4-06-283611-1 |
| 2  | 2 lutego 2007                 | ISBN 978-4-06-283604-3 |
| 3  | 2 marca 2007                  | ISBN 978-4-06-283619-7 |
| 4  | 3 kwietnia 2007               | ISBN 978-4-06-283623-4 |
| 5  | 8 maja 2007                   | ISBN 978-4-06-283628-9 |
| 6  | 5 czerwca 2007                | ISBN 978-4-06-283631-9 |
| 7  | 3 lipca 2007                  | ISBN 978-4-06-283634-0 |
| 8  | 2 sierpnia 2007               | ISBN 978-4-06-283636-4 |
| 9  | 4 września 2007               | ISBN 978-4-06-283639-5 |
| 10 | 2 października 2007           | ISBN 978-4-06-283643-2 |
| 11 | 2 listopada 2007              | ISBN 978-4-06-283648-7 |
| 12 | 4 grudnia 2007                | ISBN 978-4-06-283652-4 |
| Ex | 2 grudnia 2008                | ISBN 978-4-06-283687-6 |

## Anime
Na podstawie light novel studio White Fox wyprodukowało serial anime, składający się z dwunastu 50-minutowych odcinków, które ukazywały się co miesiąc, począwszy od 26 stycznia, a skończywszy na 11 grudnia 2010. Seria została ponownie wyemitowana w paśmie Noitamina stacji Fuji TV od 11 kwietnia do 27 czerwca 2013 jako pierwsza powtórka bloku.